# Rolf Dahlgren (botaniker)
Rolf Martin Theodor Dahlgren, född 7 juli 1932 i Örebro Sankt Nikolai församling, död 14 februari 1987 i Stora Råby församling, Malmöhus län, var en svensk botaniker. 
Dahlgren disputerade 1963 vid Lunds universitet och var professor vid Botanisk museum i Köpenhamn. Han invaldes 12 mars 1986 som ledamot av Vetenskapsakademien.